# Emily Bondi
 (décembre 2024).
Pour les articles homonymes, voir Bondi.
Emily Bondi, née le 14 avril 2001, est une pilote de moto française. Elle est championne de France féminine de vitesse moto en 2023.

## Biographie

### Débuts et formation
Emily a grandi dans une famille de motards, ce qui l'a initiée très jeune à l'univers de la moto. Elle a également pratiqué d'autres sports à haut niveau, notamment le horse-ball, le ski alpin et le jetski, disciplines pour lesquelles elles a participé à diverses compétitions nationales et remporte plusieurs titres.

### Carrière en compétition
Championne de France 2023
Emily Bondi a fait ses débuts en compétition en 2023 à l’âge de 22 ans lors de la Women's Cup, le championnat de France féminin de vitesse moto. Elle a remporté cinq victoires en huit courses, montant sur le podium à chaque épreuve. Ces performances lui ont permis de décrocher le titre de championne de France toutes catégories dès sa première saison.
Championnat du Monde Féminin 2024

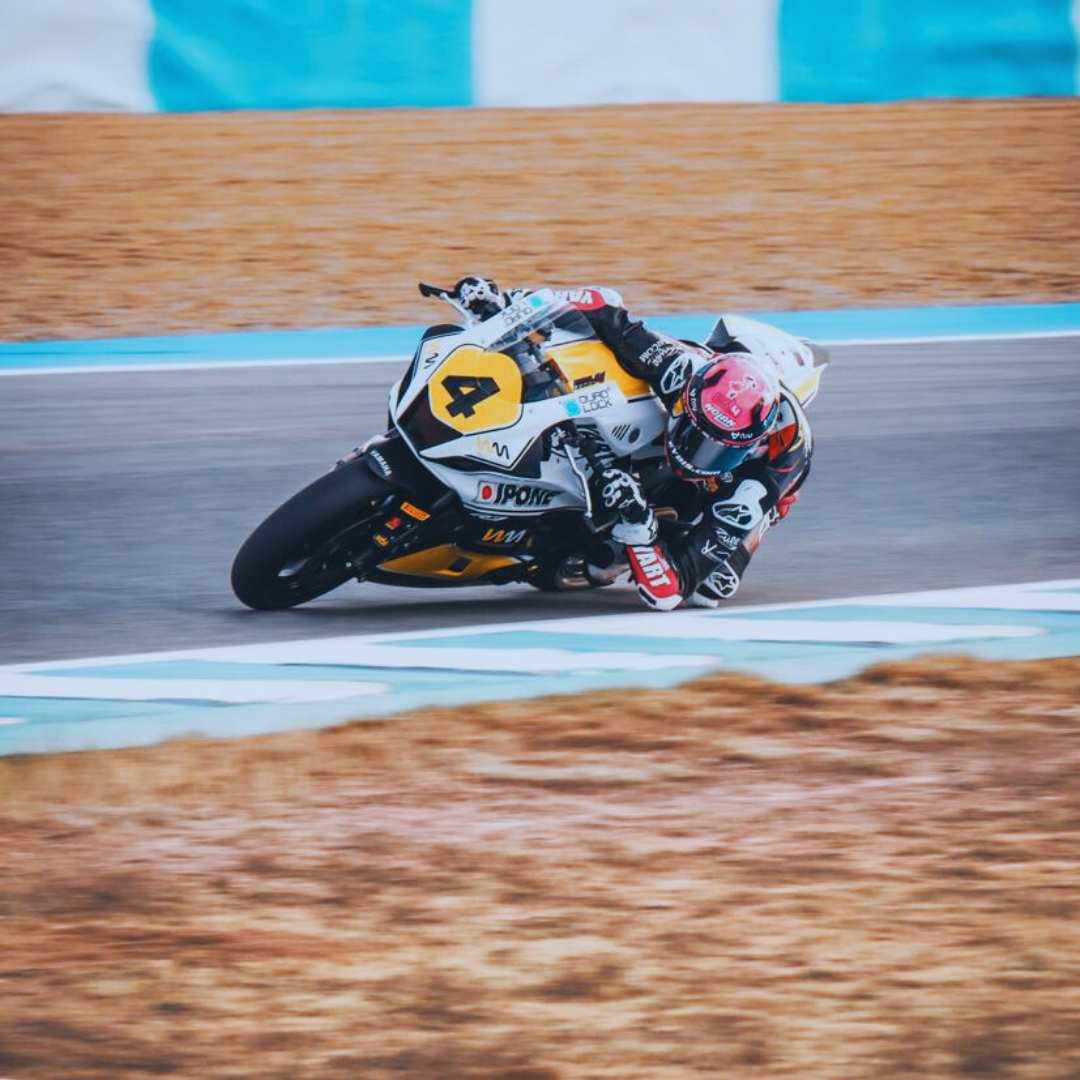
Finale du championnat du monde féminin WCR sur le World Superbike à Jerez en qualification le 18 octobre 2024

En 2024, Emily participe à la première édition du Championnat du Monde Féminin de Vitesse Motoen représentant l’équipe double championne du monde d’endurance du Yamaha Austrian Racing Team, YART.
| Course    | Date       | Course 1 | Course 2 |
| --------- | ---------- | -------- | -------- |
| Misano    | 16.06.2024 | 15e      | DNF      |
| Donington | 14.07.2024 | DNF      | 11e      |
| Portimao  | 11.08.2024 | DNF      | 10e      |
| Cremona   | 22.09.2024 | 11e      | 8e       |
| Estoril   | 13.10.2024 | 11e      | 15e      |
| Jerez     | 20.10.2024 | DNF      | 17e      |

Ces résultats ont permis à la pilote de se classer à la 15e place du championnat pour sa première saison malgré une fracture du pied juste avant la saison.

## Engagements

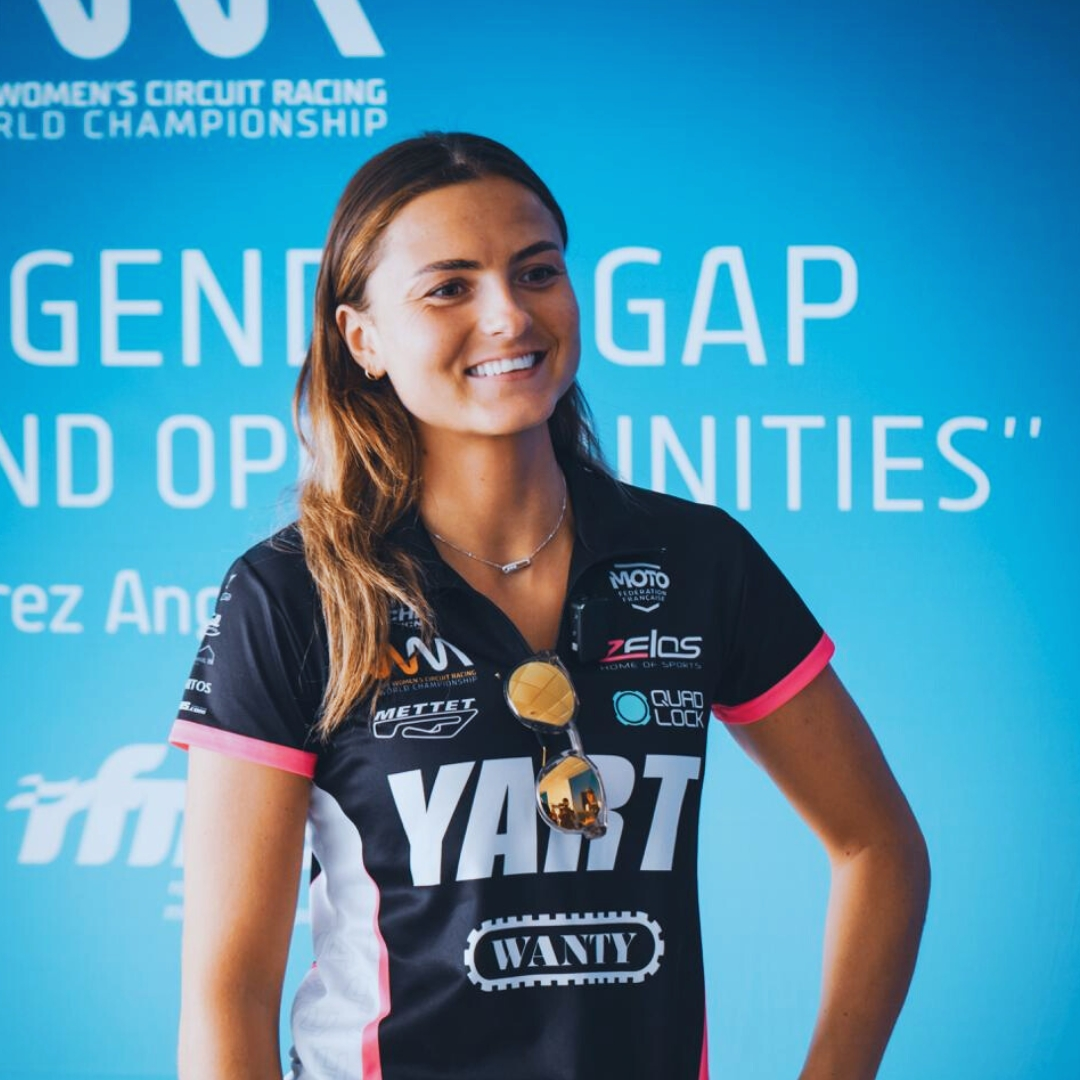
Conférence de presse pour la FIM fédération internationale de moto sur « le gender gap inequalities » à Jerez.en septembre 2024.

Emily Bondi milite pour une plus grande représentation des femmes dans les sports mécaniques. Son objectif est de promouvoir la féminité dans un univers souvent perçu comme masculin, tout en inspirant une nouvelle génération de pilotes féminines,.

## Collaboration avec Zelos
Emily est soutenue par la structure belge YART Zelos Black Knights Team. Elle a été coachée par le Champion du monde d'endurance 2021, Xavier Siméon et s’entraîne avec Johann Zarco, vainqueur en MotoGP et double Champion du Monde Moto2.

## Palmarès en moto vitesse
- Championne de France 2023 (Women's Cup, toutes catégories)
- TOP 15 en Championnat du Monde Féminin de Vitesse Moto 2024 (FIM Women’s circuit Racing World Championship)